# Thomas Overbury meggyilkolása
A Thomas Overbury-gyilkosság egy 17. századi angliai bűnügy volt, amely nagy port kavart I. Jakab angol király udvarában és a közvéleményben.

## Előzmények
Thomas Overbury költő és esszéíró volt, aki az uralkodó udvarában töltött be különböző hivatalokat. Jakab 1608-ban lovaggá ütötte. Overbury korábban megismerkedett egy fiatal apróddal, Robert Carr-ral, aki a segítségével bejutott az udvarba, ahol a biszexuális király felfigyelt rá, és kegyencévé tette. Jakab pénzzel, földdel és címmel halmozta el Carrt, aki először Rochester őrgrófja, majd Somerset grófja lett. Carr és Overbury kapcsolata az évek alatt elhidegült, elsősorban amiatt, mert a fiatal őrgróf beleszeretett a férjnél lévő Frances Devereux-ba, aki a befolyásos Howard családból érkezett az udvarba.
1613-ban a lány apja, Thomas Howard, Norfolk grófja és nagybátyja, Henry Howard, Northampton grófja Frances és férje, Robert Devereux essexi gróf házasságának felbontását kérte, arra hivatkozva – a valóságnak megfelelően –, hogy a frigyet nem hálták el. Overbury ellenezte ezt, mivel tudta, Frances Devereux és Robert Carr leendő házassága gyengítené a pozícióját: Overbury ugyanis csak a királyra nagy befolyással rendelkező Carron keresztül tudta érvényesíteni elképzeléseit. Látta azt is, hogy a két Howard-gróf és a lány szeretője, leendő férje, Robert Carr által alkotott hármas új, befolyásos erőközpontot hoz létre az udvarban, amit meg akart akadályozni.
A Howard-grófokat zavarta Overbury ellenállása és az, hogy tudott a lány házasságtöréséről Carr-ral, amelynek nyilvánosságra hozatalával megakadályozta volna a frigy felbontását. Sikerült elérniük, hogy Jakab megváljon Overburytől, akit oroszországi követnek nevezett ki, ő azonban megtagadta a hivatal elfogadását, mivel az kevés jövedelemmel járt, ráadásul hosszú távolléte miatt az udvar is örökre bezárult volna előtte. Az uralkodó dühében a Towerbe záratta.

## A gyilkosság
Thomas Overburyvel a hasonló elítéltekhez képest szokatlanul keményen bántak a börtönben, nem fogadhatott látogatókat, nem írhatott leveleket. Nem tudni, ki rendelte el ezt, de Jakab keze valószínűleg benne volt. A Tower parancsnoka William Wade volt, akit Northampton grófjának sikerült saját emberére, Gervase Elwesre cserélnie. A kapcsolatot egy Monson nevű férfin keresztül tartották, aki megkérte Elwest, váltsa fel  Overbury őrét egy Weston nevű emberrel, aki korábban Frances Devereux és Thomas Carr bizalmas levelezését intézte.
Weston kapott egy fiolát Frances Devereux-tól, amelyben „orvosság” volt Overburynek. Weston konzultált a börtönparancsnokkal, hogy mikor adja be annak tartalmát a rabnak, de Elwes megijedt, és azt tanácsolta az őrnek, szabaduljon meg a méregtől. Ezután azt javasolta, hogy Weston biztosítsa megbízóját, Overbury megkapta a fiola tartalmát.
Eközben Overbury és Carr kapcsolatban álltak, a fogoly úgy hitte, utóbbi megtesz mindent, amit tud szabadon bocsátása érdekében. Carr megpróbálta rábeszélni Overburyt, hogy egyezzen ki a Howardokkal, de az nem hajlott rá. Carr rendszeresen küldött ételt, gyümölcstortákat és zseléket a börtönbe, de Elwes később azt vallotta: ezeket más ételekre cserélte, mert azt gyanította, általuk akarják megmérgezni a rabot. Egy adag ételt, amely Frances Devereux-tól érkezett, elzárt egy biztonságos helyre, és az néhány nap alatt megfeketedett.
1613 nyarán Overburyt émelygés és hasmenés kínozta, amelyet hashajtóval, hánytatóval és beöntéssel próbált kúrálni, többek között valószínűleg higanyt és aranyat tartalmazó vízzel. Szeptember 13-án egy gyógyszerészsegéd, aki később eltűnt, beöntést adott a fogolynak. Két nappal később Thomas Overbury meghalt. A halottkém jelentése alapján az esküdtszék úgy döntött, a rab természetes okok miatt hunyt el, és Overbury tetemét még aznap elhantolták.

## Gyanú és per
1613. november 26-án Frances Devereux és Thomas Carr összeházasodott. A megerősödött Howard családot ellenségesen figyelték a kegyvesztett urak. Egyre több szóbeszéd kapott lábra viselt dolgaikról, többek között arról, hogy Frances Carr adományokért szívességek elintézését ígéri az udvarban, de azokkal rendre adós marad. 1614 nyarán Jakabnak megtetszett egy fiatalember, George Villiers, és királyi kamarássá akarta tenni, de Carr lebeszélte róla. Villiers és Carr ellenségekké váltak, és utóbbi hatalma erodálódni kezdett.
1615 késő nyarán pletyka kapott szárnyra, miszerint Thomas Overburyt meggyilkolták a Towerben. A bűncselekmény közreműködői, Weston, Elwes, Mrs Turner, aki a méregkeverővel megismertette Frances Devereux-t pánikba estek. Thomas Carr is elvesztette hidegvérét, és általános kegyelmet kért a királytól, amely  felmentést adott volna egy nem konkretizált, korábban elkövetett bűncselekményre. A király beleegyezett, de a lordkancellár, Ellesmere ellenállásán megbukott a kérelem.
Ralph Winwood, Jakab titkára, aki szintén rossz viszonyban volt Carr-ral, úgy döntött, kideríti mi történt. Elhíresztelte, hogy saját titkárt akar, és Shrewsbury grófján keresztül elérte, hogy Elwes, a Tower parancsnoka jelentkezzen a posztra. Ezután azt tudatta vele, hogy nem akar olyan embert foglalkoztatni, akit azzal gyanúsítanak, hogy benne volt az Overbury-gyilkosságban. Az ijedt férfi azonnal levelet intézet egyenesen Jakabhoz, amelyben ártatlanságát hangoztatta, sőt rámutatott arra is, hogy ő éppenséggel megmentette a fogoly életét, amikor lebeszélte Westont a mérgezésről és nem engedte be hozzá a Carr által küldött ételeket. Beszámolt arról a gyanújáról is, hogy Overburyvel az utolsó beöntés végzett. A király utasítást adott a gyanúsítottak őrizetbe vételére és kihallgatására.
Weston a királyi tanács előtt először azt mondta, Overbury halálát megfázás okozta, később azonban ezt kiegészítette azzal, hogy a fogoly szándékosan mérgezte magát, mert rossz egészségi állapotával akarta elérni a királyi kegyelmet. Elárulta azt is, hogy a folyadékot, amelyet be kellett volna adni a rabnak, egy doktor Franklin nevű férfi vagy Mrs Turner készítette. Megemlítette Frances Carr nevét is. Utóbbi a hírre pánikba esett, és összehívta a másik két érintettet, hogy dolgozzák ki a taktikájukat. Azt mondta, hallgassanak, mert egyébként bitóra kerülnek valamennyien.
Az ügyet Edward Coke főbíró vizsgálta, aki halálra ítélte Westont, Mrs Turnert, Elwest és Franklint. A vallomások alapján megindították az eljárást a Carr-házaspár ellen, és az ügy tárgyalásába bevonták Francis Bacon főügyészt is. A nő beismerte részvételét a bűncselekményben, férje viszont tagadott. Mindkettőjüket halálra ítélték, de a király börtönbüntetésre változtatta a verdiktet. A pár együtt élhetet a Towerben és látogatókat is fogadhatott, vagyonuk a koronára szállt. Néhány év múlva mindketten szabadultak, és az udvarból kizárva, de nyugodt körülmények között élhettek tovább.